# Districtul Sétif
Sétif este un district din provincia Sétif, Algeria.